# باول كراوتش
باول كراوتش (بالإنجليزية: Paul Crouch)‏ هو صحفي أمريكي، ولد في 30 مارس 1934 في سانت جوزيف في الولايات المتحدة، وتوفي في 30 نوفمبر 2013 في أورانج في الولايات المتحدة بسبب قصور القلب.

## وصلات خارجية
- باول كراوتش على موقع IMDb (الإنجليزية)
- باول كراوتش على موقع إن إن دي بي (الإنجليزية)
- باول كراوتش على موقع قاعدة بيانات الفيلم (الإنجليزية)